# Rio Elizabeth
O rio Elizabeth é um pequeno estuário formando um braço de Hampton Roads ao sul do fim da Baía de Chesapeake, no extremo sul da Virgínia, nos Estados Unidos da América.